# Simon Jocher
Simon Jocher (ur. 25 maja 1996) – niemiecki narciarz alpejski.

## Kariera
Po raz pierwszy na arenie międzynarodowej pojawił się 24 listopada 2011 roku podczas zawodów juniorskich w Kaunertal, gdzie zajął 65. miejsce w slalomie. W 2017 roku wystartował na mistrzostwach świata juniorów w Åre, zajmując między innymi 15. miejsce w kombinacji i 42. w zjeździe.
W Pucharze Świata zadebiutował 1 lutego 2020 roku w Garmisch-Partenkirchen, gdzie zajął 46. miejsce w zjeździe. Pierwsze pucharowe punkty zdobył 29 grudnia 2020 roku w Bormio, zajmując 15. pozycję w supergigancie. Jak dotąd nie stał na podium zawodów Pucharu Świata.
W 2021 roku wystąpił na mistrzostwach świata w Cortina d’Ampezzo, zajmując piąte miejsce w superkombinacji i szesnaste w supergigancie.

## Osiągnięcia

### Igrzyska olimpijskie
| Miejsce | Dzień     | Rok  | Miejscowość | Konkurencja     | Czas biegu | Strata | Zwycięzca       |
| ------- | --------- | ---- | ----------- | --------------- | ---------- | ------ | --------------- |
| 13.     | 8 lutego  | 2022 | Pekin       | Supergigant     | 1:19,94    | +1,58  | Matthias Mayer  |
| DNF2    | 10 lutego | 2022 | Pekin       | Superkombinacja | 2:31,43    | -      | Johannes Strolz |

### Mistrzostwa świata
| Miejsce | Dzień     | Rok  | Miejscowość       | Konkurencja     | Czas zawodów | Strata | Zwycięzca          |
| ------- | --------- | ---- | ----------------- | --------------- | ------------ | ------ | ------------------ |
| 16.     | 11 lutego | 2021 | Cortina d’Ampezzo | Supergigant     | 1:19,41      | +1,63  | Vincent Kriechmayr |
| 5.      | 15 lutego | 2021 | Cortina d’Ampezzo | Superkombinacja | 2:05,86      | +2,46  | Marco Schwarz      |

### Mistrzostwa świata juniorów
| Miejsce | Dzień    | Rok  | Miejscowość | Konkurencja     | Czas biegu | Strata | Zwycięzca     |
| ------- | -------- | ---- | ----------- | --------------- | ---------- | ------ | ------------- |
| 42.     | 8 marca  | 2017 | Åre         | Zjazd           | 1:23,34    | +2,76  | Sam Morse     |
| DNF     | 9 marca  | 2017 | Åre         | Supergigant     | 1:17,91    | -      | Nils Alphand  |
| 15.     | 11 marca | 2017 | Åre         | Superkombinacja | 2:05,14    | +2,59  | Loïc Meillard |
| DNS2    | 13 marca | 2017 | Åre         | Gigant          | 2:25,23    | -      | Loïc Meillard |
| DNF1    | 14 marca | 2017 | Åre         | Slalom          | 1:37,64    | -      | Adrian Pertl  |

### Puchar Świata

#### Miejsca w klasyfikacji generalnej
- sezon 2019/2020: -
- sezon 2020/2021: 100.
- sezon 2021/2022: 67.

#### Miejsca na podium
Jocher nigdy nie stanął na podium zawodów PŚ.